# Myotis longicaudatus
Myotis longicaudatus — вид рукокрилих ссавців з родини лиликових.

## Таксономічна примітка
Таксон відокремлено від M. frater.

## Поширення
Країни проживання: Росія, Китай, Північна Корея, Південна Корея, Японія.

## Спосіб життя
Загалом M. longicaudatus спостерігався в Японії в широкому діапазоні середовищ існування, як природних, так і штучних, і тому вважається загальним. Він зустрічається в лісах і вздовж річок і відомий лише з високогірних лісів Хонсю, Японія. Вид був зареєстрований під час спочинку в дуплах дерев, тунелях, мостах і будівлях Японії. Сплячки не зафіксовані. На Хонсю, Японія, колонії невеликі (зазвичай 30 або менше), тоді як єдині більші колонії були зареєстровані на Хоккайдо, де материнські колонії досягали від 150 до 500 особин. Здається, самці і самки ночують окремо. Вид також спостерігали, як шукає їжу на вулицях Хоккайдо, але про його раціон не повідомляється.